# Consistório Ordinário Público de 1977
Em 27 de junho de 1977, durante seu sexto e último consistório, o Papa Paulo VI criou 4 novos cardeais. Os novos purpurados foram:

## Cardeais Eleitores
| Nº                  | País               | Nome                     | Idade              | Cargo                                                    | Título ou Diaconia                                               |
| Cardeais eleitores  | Cardeais eleitores | Cardeais eleitores       | Cardeais eleitores | Cardeais eleitores                                       | Cardeais eleitores                                               |
| ------------------- | ------------------ | ------------------------ | ------------------ | -------------------------------------------------------- | ---------------------------------------------------------------- |
| 1                   | Itália             | Giovanni Benelli         | 56                 | arcebispo de Firenze                                     | Cardeal-presbítero de Santa Priscila                             |
| 2                   | Benim              | Bernardin Gantin         | 55                 | pro-presidente da Pontifícia Comissão Iustitia et Pax    | Cardeal-diácono de Sagrado Coração do Cristo Rei                 |
| 3                   | Alemanha Ocidental | Joseph Ratzinger         | 50                 | arcebispo de Munique e Frisinga                          | Cardeal-presbítero de Santa Maria Consoladora em Tiburtino       |
| 4                   | Itália             | Mario Luigi Ciappi, O.P. | 67                 | Teólogo da Casa Pontifícia                               | Cardeal-diácono de Nossa Senhora do Sagrado Coração              |
| Revelado In Pectore |                    |                          |                    |                                                          |                                                                  |
| 5                   | República Checa    | František Tomášek        | 77                 | bispo-titular de Buto, administrador apostólico de Praga | Cardeal-presbítero de Santos Vital, Valéria, Gervásio e Protásio |

## Link Externo
- «Catholic Hierarchy» (em inglês)